# Тудор, Даниэл
Даниэ́л Ови́диу Тудо́р (рум. Daniel Ovidiu Tudor; род. 1 июня 1974, Филиаши, Долж) — румынский футболист, вратарь, после завершения карьеры — тренер.

## Клубная карьера
Воспитанник клуба «Металул» (Фрасинет).
Профессиональную карьеру начал в клубе «Флакэра», выступающем во втором по силе дивизионе Румынии.
В 1995 году он был приглашён в качестве запасного вратаря в один из грандов румынского футбола «Динамо» (Бухарест). После двух сезонов, проведённых в основном на скамейке запасных, в связи с необходимостью получения игровой практики Даниэл Тудор был отдан в аренду своему первому клубу «Флакэра», выступавшему на тот момент в третьем дивизионе. Спустя один сезон он вернулся в «Динамо», но и в дальнейшем также выступал на правах аренды за другие клубы, но уже высшего дивизиона — «Фарул» (Костанца), «Рокар» и «Университатя» (Крайова). Сезон 2002/03 провёл с составом «Динамо» и выиграл Кубок Румынии, после чего окончательно покинул клуб.
В 2003—2006 годах выступал в высшем дивизионе Венгрии за клуб «Фехерва», где был основным вратарём. Там он провёл три сезона и стал бронзовым призёром сезона 2005/06.
В 2006 году вернулся в Румынию, где два сезона выступал за УТА (Арад). Затем перешёл в клуб «Униря» (Урзичени), в составе которого стал чемпионом Румынии в сезоне 2008/09 и серебряным призёром в сезоне 2009/10.
Летом 2011 года завершил игровую карьеру в клубе «Ювентус» (Бухарест) из второго дивизиона.

## Тренерская карьера
В 2011—2013 годах работал тренером вратарей в клубе ЧФР (Клуж-Напока).
Летом 2013 года вошёл в тренерский штаб румынского тренера Доринела Мунтяну, возглавившего краснодарскую «Кубань». Продолжил работу в «Кубани» после отставки Мунтяну в штабе белорусского специалиста Виктора Гончаренко.
В феврале 2015 года подписал контракт с другим краснодарским клубом ФК «Краснодар», где присоединился к тренерскому штабу Олега Кононова. В январе 2017 года Даниэл Тудор покинул тренерский штаб ФК «Краснодар».
С июня по октябрь 2017 года был в штабе Олега Кононова в клубе «Ахмат» из Грозного.
С июня 2018 был тренером вратарей в штабе Кононова в тульском «Арсенале».
12 ноября 2018 года после перехода Кононова в московский «Спартак» Тудор вошёл в его штаб. 14 октября 2019 года покинул клуб в связи с приходом нового главного тренера Доменико Тедеско и нового тренера вратарей Макса Урванчки.
5 февраля 2020 года стал тренером вратарей в «Риге», которую возглавил Олег Кононов.
В период с 2020 года по 2025 год работал в клубах ЧФР, «Аль-Иттихад» и «Университатя» (Крайова).
16 июня 2025 года подписал контракт с московским «Торпедо», вновь став тренером вратарей в штабе Олега Кононова.

## Достижения
«Рокар»
- Серебряный призёр Дивизии Б: 1998/99[англ.]

«Динамо» (Бухарест)
- Обладатель Кубка Румынии: 2002/03[англ.]
- Финалист Суперкубка Румынии: 2002[англ.]
- Итого : 1 трофей

«Фехервар»
- Бронзовый призёр чемпионата Венгрии: 2005/06
- Обладатель Кубка Венгрии: 2005/06[англ.]
- Итого : 1 трофей

«Униря» (Урзичени)
- Чемпион Румынии: 2008/09
- Серебряный призёр чемпионата Румынии: 2009/10
- Финалист Суперкубка Румынии: 2009[англ.]
- Итого : 1 трофей